# Tabanus hongschowensis
Tabanus hongschowensis är en tvåvingeart som beskrevs av Liu 1962. Tabanus hongschowensis ingår i släktet Tabanus och familjen bromsar. Inga underarter finns listade i Catalogue of Life.